# Edificio United Office
El edificio United Office, ahora conocido como Giacomo, es un rascacielos art deco en la ciudad de Niagara Falls, en el estado e Nueva York (Estados Unidos). Fue terminado en 1929.

## Historia
El United Office fue diseñado por el arquitecto James A. Johnson de Esenwein & Johnson, una de las firmas de arquitectura de mayor éxito en Búfalo en ese momento. Fue construido por Frank A. Dudley, presidente de United Hotels Company of America (más tarde United Hotels of America), y terminado en 1929 en vísperas de la Gran Depresión. El edificio es uno de los hitos más importantes del centro de la ciudad de Niagara Falls. 
Está construido en acero y ladrillo con una fachada de terracota. Los elementos escultóricos art decó del Renacimiento Maya  y el ladrillo visto de terracota prensado fueron inspirados en la iconografía de las culturas mesoamericanas precolombinas.Los cinco pisos superiores del edificio incluyen dos pisos de aproximadamente 278 m² y tres pisos superiores de aproximadamente 92 m² cada uno, que fueron construidos para albergar equipos mecánicos y de ascensores.
El edificio United Office, de 20 pisos, fue el edificio más alto de Niagara Falls hasta 2005, cuando fue superado en altura por el cercano Seneca Niagara Casino and Hotel. Los pisos superiores tienen vistas a las American Falls y American Falls de las cataratas del Niágara.

## Renovación
El edificio fue abandonado en la década de 1980 y estuvo desocupado durante más de 15 años.
En 2004, la USA Niagara Development Corporation, una subsidiaria de la Agencia de Desarrollo Económico del Estado, compró el edificio por un dólar. Ellicott Development de Carl Paladino llevó a cabo renovaciones extensas del edificio, por un total de 10 millones de dólares (equivalente a 11.875.000 en 2019). En 2010, después de la renovación, el edificio pasó a llamarse The Giacomo Hotel and Residences, y ahora alberga 27 apartamentos, oficinas y un hotel de 38 habitaciones, el Giacomo.
El edificio fue incluido en el Registro Nacional de Lugares Históricos en 2006.

## Galería

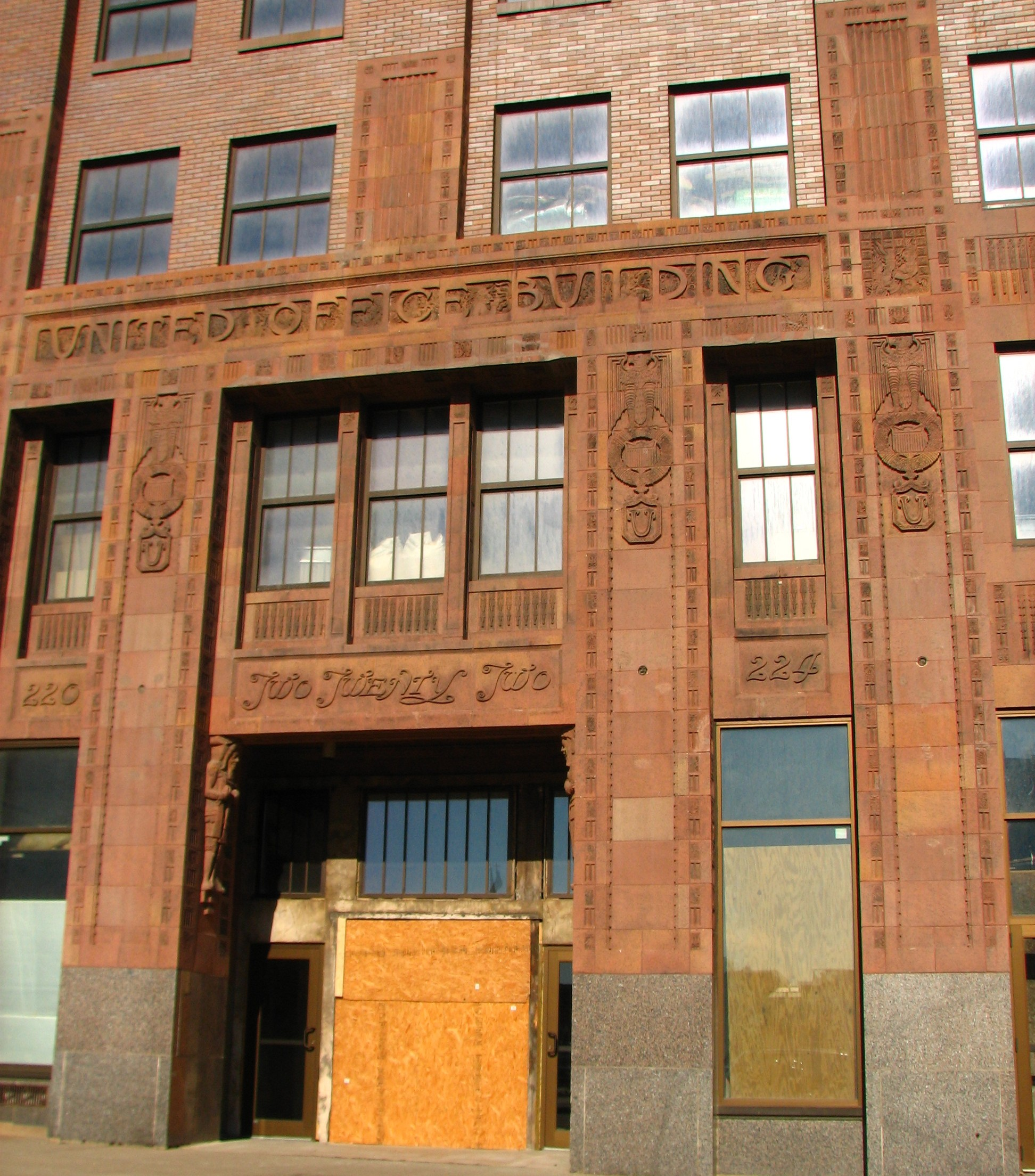
Entrada frontal del United Office Building
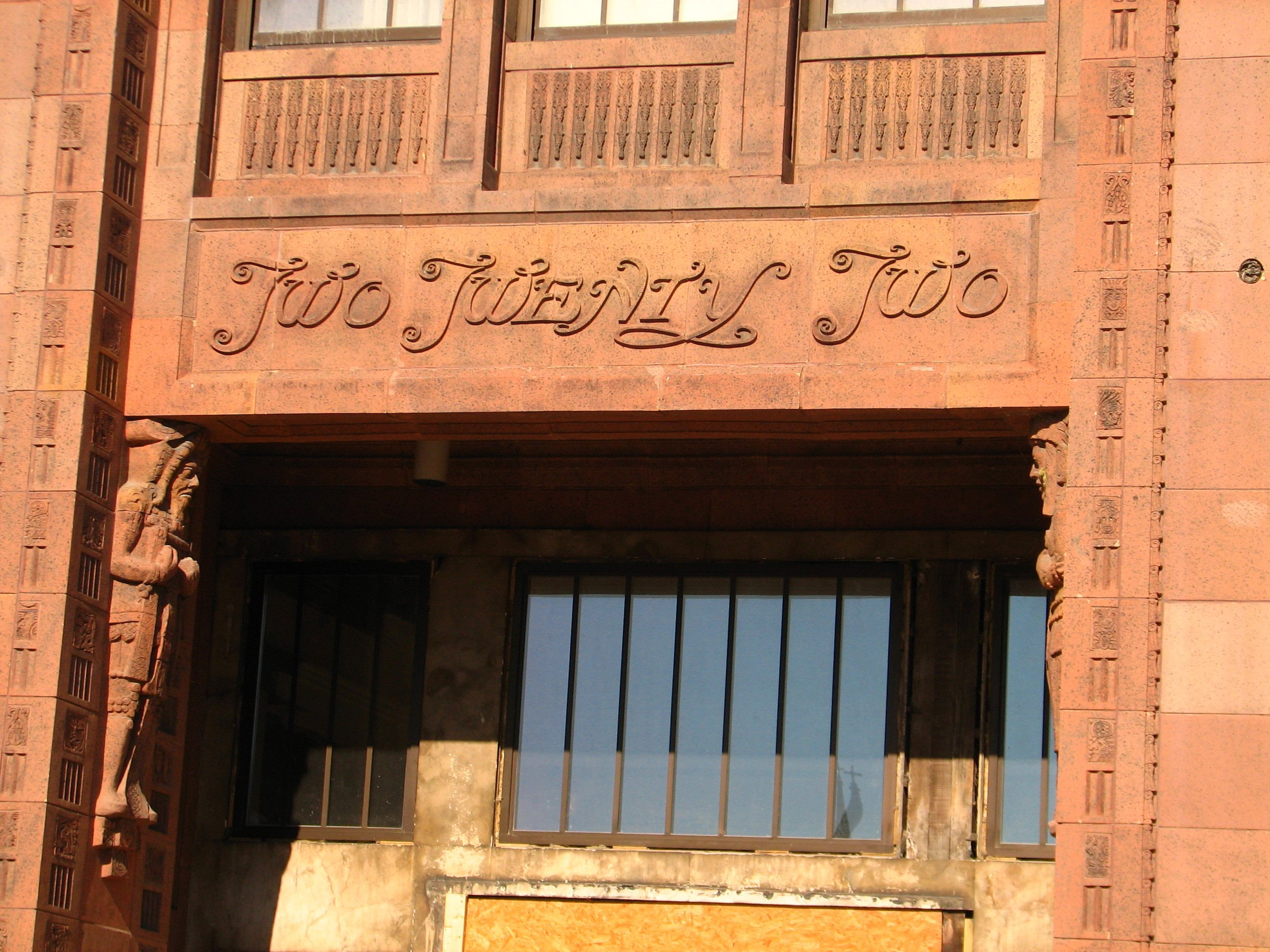
Entrada frontal detalle arquitectónico.
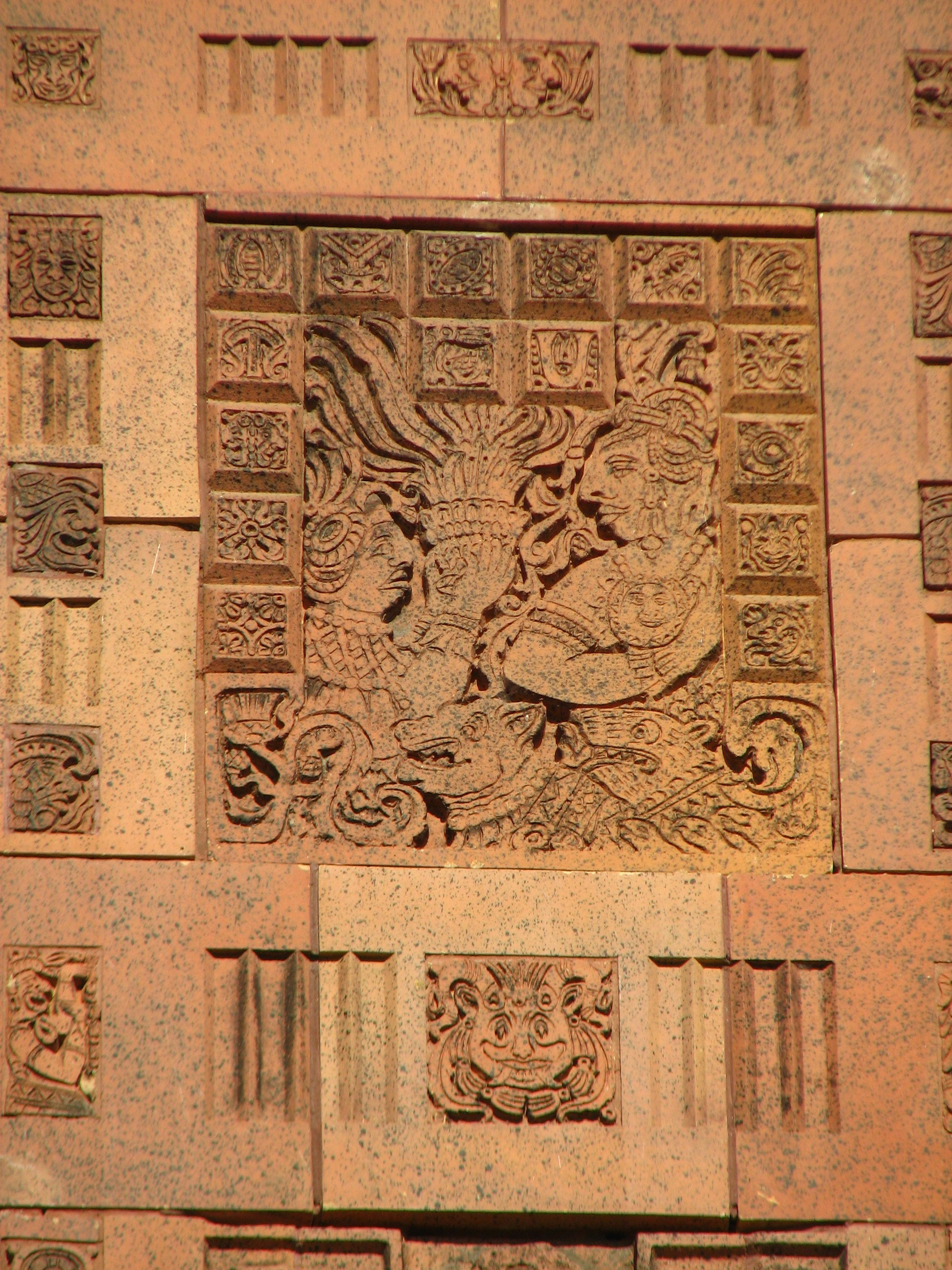
Elementos decorativos maya en fachada.